# Cristóvão Vaz Tormin
Cristóvão Vaz Tormin (Luziânia), é um político brasileiro, filiado ao PRD. Nas eleições de 2022, foi eleito deputado estadual pelo GO.